# Ung Chính
Thanh Thế Tông (chữ Hán: 清世宗, 13 tháng 12 năm 1678 – 8 tháng 10 năm 1735), pháp hiệu Phá Trần Cư Sĩ, Viên Minh Cư Sĩ, Tây Tạng tôn vị Văn Thù Hoàng đế (文殊皇帝), là vị hoàng đế thứ năm của nhà Thanh (Trung Quốc), trị vì từ năm 1722 đến 1735. Ông dùng niên hiệu Ung Chính (雍正) trong suốt thời gian 13 năm trị vì, nên các sử gia thường gọi ông là Ung Chính Đế (雍正帝).
Là một vị hoàng đế siêng năng, cần kiệm và chống tham nhũng quyết liệt, mục tiêu của Ung Chính là tạo ra một triều đình hiệu quả với chi phí thấp nhất. Các chính sách của ông đã mở đường cho sự thịnh trị gần 150 năm tiếp theo của Đại Thanh. Cuối đời ông, quốc khố hãy còn dư nhiều. Về đối ngoại, tiếp nối vua cha Khang Hi, Ung Chính sử dụng các biện pháp quân sự mạnh mẽ để giữ gìn vị thế của Đại Thanh đối với các nước lân bang. Triều đại của ông được xem là chuyên chế, hiệu quả và mạnh mẽ. Tuy nhiên, việc Ung Chính thống trị bằng bàn tay sắt khiến hình tượng trong dân gian của ông không được tốt, có những lời đồn gây ảnh hưởng tới uy tín của nhà vua và người kế vị ông như Hoàng đế Càn Long không phải là con ông mà là người Hán. Sự phản cảm của nhân dân đối với ông còn được thể hiện qua lời đồn rằng ông bị một thích khách đâm chết và bị cắt lấy thủ cấp.
Mặc dù triều đại của Ung Chính ngắn hơn nhiều so với cha mình (Khang Hi Đế trị vì 61 năm) và con trai (Càn Long Đế trị vì 60 năm), sự ra đi đột ngột của ông lại là do khối lượng công việc nặng nề của ông mang lại. Ung Chính đã tiếp nối một thời kỳ hòa bình và thịnh vượng cho Nhà Thanh, không có ông thì không có cái gọi là Khang Càn thịnh thế. Ung Chính đã ngăn chặn tệ nạn tham nhũng và cải cách việc quản lý tài chính của đất nước. Thời ông cũng bắt đầu thành lập Quân cơ xứ, một cơ quan có ảnh hưởng lớn đến đế chế Thanh trong tương lai.

## Tuổi trẻ
Thanh Thế Tông Ung Chính tên húy là Dận Chân (chữ Mãn:ᡳᠨ ᠵᡝᠨ, chữ Hán: 胤禛, bính âm: In Jen), sinh vào giờ Dần ngày 30 tháng 10 (âm lịch) năm Khang Hi thứ 17 (1678) ở Vĩnh Hòa cung trong Tử Cấm Thành, Bắc Kinh. Ông là con trai thứ 4 trong số những người con trưởng thành của Thanh Thánh Tổ Khang Hi Hoàng đế. Mẹ là Hiếu Cung Nhân hoàng hậu Ô Nhã thị, thuộc Tương Hoàng kỳ Mãn Châu. Bấy giờ, Hiếu Cung Hoàng hậu chỉ là cung nhân, xuất thân lại rất thấp (Bao y), theo quy chế không được tự nuôi con, vì vậy Dận Chân vừa đầy tháng đã được đưa đến cho Hiếu Ý Nhân hoàng hậu Đông Giai thị chăm sóc. Hiếu Ý Nhân Hoàng hậu vốn là con gái của Nhất đẳng công Đông Quốc Duy, chất nữ của Hiếu Khang Chương Hoàng hậu, từng sinh một Hoàng nữ nhưng không may mất sớm.
Năm Khang Hi thứ 22 (1683), Dận Chân khi đó 6 tuổi, được chỉ đến Thượng Thư phòng đọc sách. Sư phó của Dận Chân là Trương Anh cho học Tứ thư, Ngũ kinh, lại cho Từ Nguyên Mộng giảng dạy Mãn văn. Quan hệ mật thiết với Dận Chân nhất là Cố Bát Đại (顾八代), Dận Chân nhận xét ông "Phẩm hạnh đoan chính, học thuật thuần chính". Suốt thời thiếu niên và thanh niên của Dận Chân nhận được sự quản giáo nghiêm khắc từ Phụ hoàng và Sư phó. Khang Hi Đế cho rằng việc chỉ nuôi nấng các Hoàng tử trong Hoàng cung sẽ tạo sai lầm, do đó ông đã cho các Hoàng tử, kể cả Tứ a ca Dận Chân, tiếp xúc với thế giới bên ngoài, và ban ra một hệ thống giáo dục nghiêm khắc cho các Hoàng tử. Mãi khi sau này lên ngôi, Dận Chân thường kể lại việc Khang Hi Đế nuôi dạy ông rất chu đáo. Khang Hi Đế quý mến Dận Chân vì biết giữ lễ nghĩa, giỏi chữ Hán, chữ Mãn, hiểu rộng kinh sử và thơ ca. Nhưng Hoàng đế không hài lòng với tính hấp tấp và tâm trạng không ổn định của Dận Chân. Khang Hi từng đánh giá Dận Chân lúc nhỏ là "Hỉ nộ bất định", thường bảo Dận Chân "chớ nóng vội và nên kiên nhẫn", nên sau này Ung Chính treo một tấm biển đề câu này trong phòng riêng để tự răn mình không được quên.
Hoàng tử Dận Chân đã cùng cha mình vi hành nhiều lần ở các vùng, tỉnh xung quanh kinh thành Bắc Kinh, cũng như về phía Nam xa xôi. Khi trưởng thành, ông được cử làm Chủ soái của Chính Hồng kỳ trong suốt cuộc chiến tranh lần thứ 2 giữa Đại Thanh với Hãn quốc Chuẩn Cát Nhĩ.
Năm Khang Hi thứ 35 (1696), Dận Chân theo Khang Hi chinh phạt Cát Nhĩ Đan, chưởng quản Chính Hồng kỳ đại doanh . Chiến dịch lần này Dận Chân không trực tiếp tham gia, nhưng ông rất quan tâm đến trận chiến. Dận Chân còn làm "Lan cư tư sơn đại duyệt" cùng "Công thành hồi loan cung tụng nhị thủ"  để tán dương thành tựu dụng binh của Phụ hoàng. Không những vậy, Dận Chân còn tới Tuân Hóa tạm an phụng điện tế tự Hiếu Trang Văn Hoàng hậu.
Năm Khang Hi thứ 37 (1698), Tứ a ca Dận Chân được phong tước vị [Đa La Bối lặc; 多羅貝勒]. Năm thứ 39 (1699), năm 23 tuổi, Dận Chân theo Khang Hi thị sát Vĩnh Định Hà, kiểm nghiệm chất lượng công trình. Năm 25 tuổi, Dận Chân thị tòng Phụ hoàng tuần du Ngũ Đài Sơn. 1 năm sau lại thị tòng nam tuần Giang Chiết.
Năm Khang Hi thứ 43 (1704), sông Dương Tử và sông Hoàng Hà gây ra một trong những trận lũ lớn nhất trong lịch sử Trung Quốc. Kinh tế và đời sống của nhân dân xung quanh các vùng này bị đe dọa nghiêm trọng. Dận Chân được Khang Hi cử đến với tư cách là khâm sai đại thần của Hoàng đế cùng với Hoàng thập tam tử là Dận Tường để giúp đỡ các nạn dân vùng phía Nam Trung Quốc. Quốc khố lúc này đang cạn kiệt do các khoản nợ không trả từ các quan lại và quý tộc, do đó triều đình không đủ tiền để đối phó với nạn lũ. Dận Chân đã phải thực hiện chính sách thu gom ngân quỹ từ các thương gia giàu có ở phương Nam. Những nỗ lực này của ông bảo đảm tiền cứu tế được phân bố và các nạn dân không bị đói.
Năm Khang Hi thứ 46 (1708), Khang Hi Đế ban Viên Minh Viên cho Dận Chân. Tháng 11, Dận Chân cung thỉnh Phụ hoàng đến Viên Minh Viên dự yến tiệc. Từ 1707 đến 1722, Khang Hi Đế đến Viên Minh Viên tổng cộng 12 lần.

## Lên ngôi

### Tranh đoạt Trữ vị

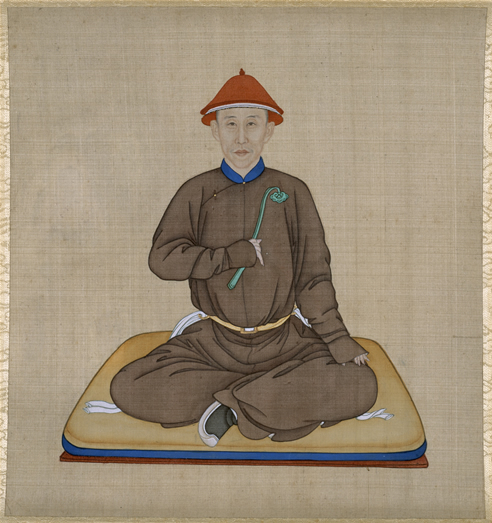
Dận Chân khi còn là Ung Thân vương.

Năm Khang Hi thứ 47 (1708), Khang Hi Đế lần đầu phế truất Thái tử Dận Nhưng. Trong quá trình đề cử tân Thái tử, Dận Chân kiên trì kiến nghị phục vị cho Dận Nhưng, đồng thời cùng Hoàng bát tử Dận Tự có quan hệ tốt đẹp.
Năm Khang Hi thứ 48 (1709), Khang Hi Đế phục lập Dận Nhưng trở lại làm Hoàng thái tử, cùng năm đó Hoàng tứ tử Dận Chân được chính thức phong tước hiệu Ung Thân vương (雍親王). Bắt đầu từ đây, các Hoàng tử bắt đầu kéo bè cánh, tranh đoạt lập mưu với Trữ vị bắt đầu gia tăng.
Hoàng thái tử Dận Nhưng sau khi được phục vị, quyết định kéo bè phái nhằm củng cố vị trí cho mình, điều này khiến Khang Hi Đế lần nữa thất vọng, mà quyết định phế truất Thái tử vào năm thứ 50 (1711), và hạ lệnh bất kì ai khuyên phục lập Dận Nhưng đều sẽ bị trị tội.
Điều này đã dẫn đến sự phân chia trong triều đình nhằm tranh giành vị trí Thái tử bị bỏ trống, sự chia rẽ giữa những người ủng hộ Hoàng tam tử Dận Chỉ, Dận Chân, Hoàng bát tử Dận Tự và Hoàng thập tứ tử Dận Trinh (em ruột của Dận Chân). Trong số các hoàng tử trên, Dận Tự được sự ủng hộ nhiều nhất từ các quan lại. Dận Tự cùng Dận Trinh "Hư hiền hạ sĩ", liên lạc nhân sĩ khắp nơi, rất có ý đồ. Vì điều này mà Dận Tự đã bị Khang Hi trách cứ. Hoàng thập tứ tử Dận Trinh vào năm Khang Hi thứ 57 (1718) được phong "Phủ Viễn Đại tướng quân vương", xuất chinh Tây Bắc, chỉ huy hai đạo quân Thanh ổn định thế cụ Tây Tạng, danh tiếng càng ngày càng lên cao, có khả năng tranh đoạt Trữ vị. Hoàng tam tử Thành Thân vương Dận Chỉ vâng mệnh vỡ lòng Dưỡng Trai quá, xung quanh tụ tập một đám người có học thức. Ông cũng có dã tâm tranh đoạt Trữ vị, đến nỗi sau khi Dận Nhưng bị phế truất, ông luôn tự cho mình là Trữ quân tiếp theo. Khi Khang Hi mất vào tháng 11 năm 1722, việc phân chia quyền vị ngai vàng chỉ còn lại ba Hoàng tử, sau khi Dận Tự chuyển sang ủng hộ Hoàng thập tứ tử Dận Trinh, đó là: Dận Chỉ, Dận Chân và Dận Trinh.
Dận Chân giỏi về trị quốc, hiểu được giấu tài. Ông tôn sùng Phật giáo, tự xưng "Thiên hạ đệ nhất nhàn nhân", giữ hòa khí với các huynh đệ, bên cạnh đó lại liên kết chặt chẽ với những người có thế lực như Long Khoa Đa và Niên Canh Nghiêu, thu phục nhân tâm. Đồng thời, ông còn chú ý thể hiện sự hiếu thuận đối với Khang Hi Đế, dâng lên Bản đồ Tây Tạng do chính ông vẽ, giành được sự tin tưởng của Khang Hi.
Năm Khang Hi thứ 60 (1721), Dận Chân nhân kỉ niệm 60 năm đăng cơ của Khang Hi Đế, hướng Thịnh Kinh tế cáo tổ lăng. Hồi kinh tham gia Cống sĩ thi hội bài thi phúc tra sự vụ, Đông chí tuân mệnh đại Khang Hi Đế nam giao tế thiên. Năm sau, thanh tra kinh thành, liên kết hai thương khố, lại vân mệnh Đông chí tế thiên. Việc này đối với Dận Chân rất trọng đại, một là bởi vì ông nhiều lần tùy tùng tuần du, ra ngoài làm thay chính vụ, khiến cho ông có cơ hội hiểu biết các nơi kinh tế sản vật, sông núi thủy lợi, phong tục dân gian, tôn giáo tín ngưỡng, lấy được dân sự trực tiếp tư liệu, hai là quan sát Khang Hi Đế xử lý chính sự, khảo tra địa phương hành chính cùng lại trị, rèn luyện xử lý chính sự năng lực. Hai phương diện này đối với ngày sau Dận Chân xử lý quốc sự đều có ý nghĩa thực tế rất lớn.

### Lên ngôi chính thống
Năm Khang Hi thứ 61 (1722), con trai thứ tư của Dận Chân là Hoằng Lịch tròn 12 tuổi, Khang Hi Đế đến Viên Minh Viên dự tiệc dùng thiện. Sau khi Càn Long đăng cơ, "Cao Tông Thuần Hoàng đế" có ghi chép lại, Khang Hi Đế vì Hoằng Lịch mà đến Viên Minh Viên dự tiệc, còn khen sinh mẫu Hoằng Lịch là người có phúc. Nhưng trong "Thánh Tổ Nhân Hoàng đế thực lục" lại không có ghi chép gì về việc Khang Hi Đế yêu thích mẹ con Hoằng Lịch hay sách phong Thế tử, Phúc tấn gì để ban thưởng.
Ngày 13 tháng 11 (tức ngày 20 tháng 12 dương lịch), Khang Hi Đế băng hà ở Sướng Xuân viên.
Ngày 20 tháng 11 (tức ngày 27 tháng 12 dương lịch), theo di chiếu, Hoàng tứ tử Ung Thân vương Dận Chân kế vị. Bắt đầu sang năm (1723) dùng niên hiệu là Ung Chính (雍正). Chữ [Ung Chính], xuất phát từ chữ "Ung", nghĩa là "hòa thuận"; và chữ "Chính", nghĩa là "ngay thẳng" hay "chính thống".
Ngay lập tức sau khi lên ngôi, Ung Chính Đế đã chọn ra các quân cơ đại thần vào Quân Cơ viện, bao gồm: Hoàng bát tử Dận Tự, Hoàng thập tam tử Dận Tường, Trương Đình Ngọc, Mã Vệ và Long Khoa Đa. Dận Tự được phong làm Liêm Thân vương, còn Dận Tường được phong làm Di Thân vương, cả hai đều được giữ những vị trí cao trong triều.
Ung Chính còn đặc biệt đưa Hoằng Quế, Hoằng Hoàn (con trai của Dận Nhưng) và Vĩnh Kính (cháu nội Dận Nhưng) vào cung nuôi dưỡng, nhận làm Dưỡng tử. Đây cũng là sau khi Càn Long Đế lên ngôi chính miệng thừa nhận.

### Tranh luận về việc lên ngôi

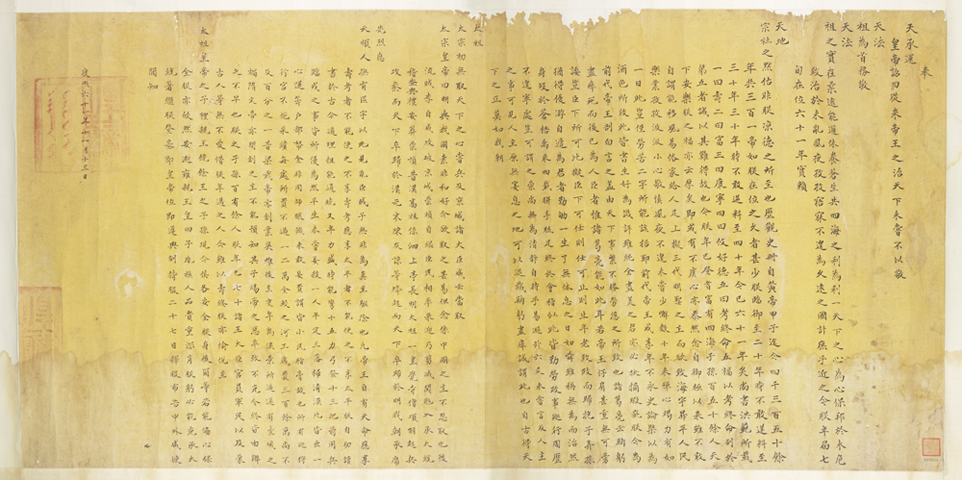
Di chiếu của Khang Hi Đế.

Hiện nay trong giới Thanh sử tồn tại hai phái. Phái ủng hộ Ung Chính lên ngôi hợp pháp bao gồm các học giả như Phùng Nhĩ Khang, Dương Khải Tiêu, Ngô Tú Lương, Sử Tùng..., trong đó nổi bật nhất là Phùng Nhĩ Khang. Phái ủng hộ Khang Hi định truyền vị cho Hoàng tử Dận Trinh nhưng bị Dận Chân dùng thủ đoạn bất chính để chiếm đoạt bắt đầu từ nhà sử học đặt nền móng cho Thanh sử là Mạnh Sâm, sau đến Hứa Tăng Trọng, Vương Trung Hàn, Đới Dật, Dương Trân...
Vào thời điểm Khang Hi Đế qua đời, Hoàng tử thứ 14 là Dận Trinh lúc này là "Phủ Viễn Đại tướng quân" (撫遠大將軍), đang phải chinh chiến ở chiến trường Tây Bắc. Một số nhà sử học cho rằng, việc này là để huấn luyện khả năng cầm quân của Hoàng đế tương lai; một số khác lại cho rằng việc này nhằm bảo đảm chuyện lên ngôi trong hòa bình của Dận Chân.  Một thực tế hiện nay được biết đến đó là, lúc đó Dận Chân cũng đã tranh chức vị này với mục tiêu thông qua đó tranh ngôi Thái tử (phế Thái tử Dận Nhưng cũng dâng thư xin chức này), nhưng không thành. Sau khi Dận Trinh đảm nhiệm chức vụ này, mưu sĩ của Ung Thân Vương đã kiến nghị với ông nên chuẩn bị sẵn binh lương ở Đài Loan để sau này cát cứ tạo phản.
Từ khi lên ngôi, Ung Chính thay đổi nhiều lần cách nói về việc những người chứng kiến việc truyền ngôi. Long Khoa Đa được coi là cố mệnh đại thần duy nhất, nhưng sau này đến khi Long bị xử tội, chính Ung Chính lại nói rằng: "Ngày Thánh tổ thăng hà, Long Khoa Đa không có mặt trước ngự tiền, thế mà còn dám bịa đặt chuyện mang chủy thủ đến để phòng bất trắc." Học giả Tần Huy nhận xét, cách nói "tám người thụ mệnh" (Long Khoa Đa và bảy vị hoàng tử) là "hoàn toàn bịa đặt."
Các truyện dân gian cho rằng Ung Chính đã thay đổi di chiếu của vua cha bằng cách thêm dấu vào và sửa đổi kí tự. Tuy nhiên, vấn đề này cơ bản không thành lập, vì như những gì được biết hiện nay, di chiếu được viết sau khi Khang Hi qua đời và người đứng ra soạn là Long Khoa Đa. Kể cả Phùng Nhĩ Khang, học giả hàng đầu ủng hộ Ung Chính, cũng đồng ý điểm này.
Trong bản tóm tắt tiểu sử toàn diện nhất về Hoàng đế Ung Chính của học giả Phùng Nhĩ Khang, tác giả đã nhìn nhận việc kế ngôi của Ung Chính bằng một nhãn quan mới mẻ. Phùng Nhĩ Khang viết rằng vẫn còn một số nghi ngờ từ di chiếu bị thất lạc hay ngày được ban hành, song đa số các luận điểm chứng tỏ rằng Ung Chính đã thành công trong việc lên ngai vàng một cách hợp lẽ, dẫu cho ông cũng đã có sử dụng quân đội trong một số trường hợp cần thiết.
Ngoài ra, Phùng Nhĩ Khang cũng cho rằng: 
| “ | Mặc dù chúng ta không hoàn toàn chắc chắn điều gì đã xảy ra với sự kế vị, cũng như bên nào đúng bên nào sai, nhưng có lý do để nói rằng các thế lực chính trị chống lại Ung Chính đã làm nhiều điều mờ ám đằng sau nhằm phủ lên vương triều Ung Chính một bức tranh đen tối; truyền thống hoàng gia Trung Hoa đã dẫn đến những suy nghĩ tin tưởng rằng toàn bộ công lao cai trị của Ung Chính có thể bị phủ định bởi vì sự kế vị của ông không do di mệnh của tiên hoàng, người nắm đặc quyền quyết định tối cao. | ” |

Ngoài ra, học giả Phùng Nhĩ Khang cho rằng Khang Hi đã phạm một sai lầm to lớn khi để các con của mình lao vào trò chơi chính trị quá nhiều, và đặc biệt là trong hoàn cảnh chiếc ghế Thái tử bị bỏ trống, do đó một cuộc quyết chiến giành ngôi vua, bao gồm cả việc chiếm đoạt nếu có thể, là một kết quả không thể tránh khỏi trong lịch sử phong kiến Trung Hoa. Vì thế, thậm chí sẽ là một sai lầm to lớn hơn nữa khi đánh giá một nhà cai trị đơn giản thông qua cách mà ông ta đạt đến quyền lực. Có một điều chắc chắn là sau này Hoàng đế Ung Chính đã bảo đảm rằng quá trình chuyển giao quyền lực cho người kế vị mình diễn ra thuận lợi, không như trường hợp của chính ông.

## Củng cố quyền lực

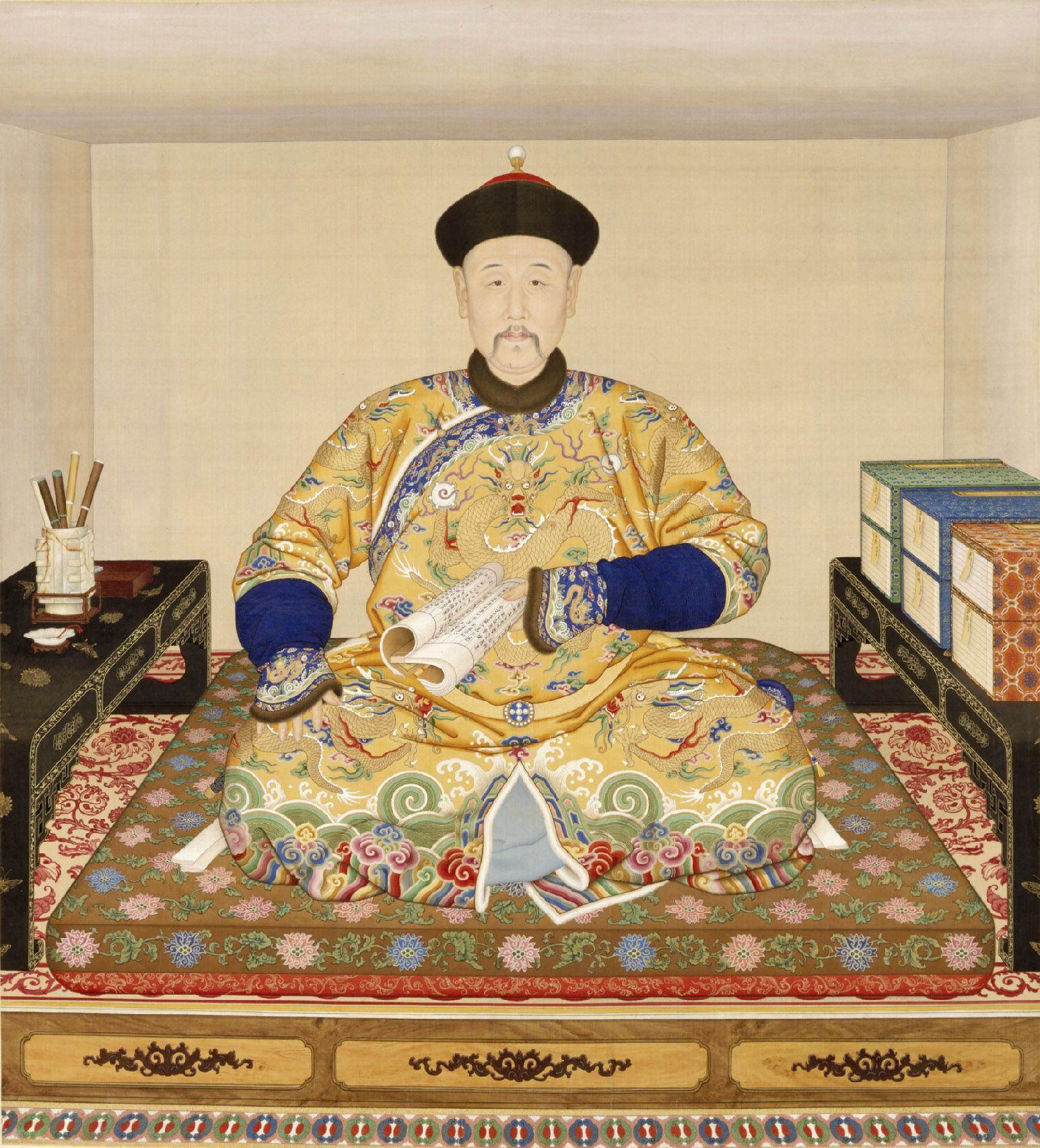
Ung Chính Đế đang đọc một quyển sách.

### Tiêu diệt các Hoàng tử khác
Do sự lên ngôi của ông có nhiều điều nghi vấn, Ung Chính đã nhận thấy sự đố kỵ và tranh chấp từ các Hoàng tử còn lại.
Dận Thì, Hoàng trưởng tử tiếp tục bị giam cầm tại gia. Dận Nhưng, Phế Thái tử mất 2 năm sau khi Ung Chính Đế lên ngôi, dù việc họ bị giam cầm không phải do Ung Chính mà do Khang Hi Đế. Việc khó khăn nhất chính là phải chia rẽ nhóm của Hoàng tử Dận Tự (bao gồm Dận Tự; Hoàng tử thứ 9 Dận Đường, Hoàng tử thứ 10 Dận Ngã; và các thuộc hạ), và chia cắt Dận Trinh nhằm cắt đứt liên minh này. Dận Tự, người nắm giữ chức Thượng thư Bộ Công, và tước Liêm Thân vương, được theo dõi rất kỹ bởi Ung Chính. Dận Đường được cử tới Thanh Hải để hỗ trợ quân đội, nhưng thực chất là chịu sự cai quản thuộc hạ của Ung Chính là Tướng quân Niên Canh Nghiêu. Dận Ngã bị tước bỏ mọi quyền vị vào tháng 5 năm 1724, và bị đày đi phương bắc tới vùng Nội Mông. Hoàng tử thứ 14 là Dận Trinh, em ruột của Ung Chính, thì bị đày đến canh giữ tẩm lăng của các Tiên hoàng.
Trong những năm đầu tiên dưới sự cai trị của Ung Chính, sự ủng hộ ông đã tăng lên rõ rệt. Dận Tự và Dận Đường, những người từng ủng hộ Dận Trinh lên vị trí ngôi báu, đã bị tước hết mọi quyền vị và bị giam cầm trong ngục cho đến chết vào năm 1727.

### Vụ án Niên Canh Nghiêu và Long Khoa Đa
Niên Canh Nghiêu là tâm phúc của Ung Chính một thời gian dài trước khi ông bước lên ngai vàng và là anh trai ruột của sủng phi Đôn Túc Hoàng quý phi. Vào năm 1723, khi Ung Chính gọi em của mình, Dận Trinh, quay trở về từ Tây Bắc, ông đã chỉ định Niên đến thay thế vị trí này. Tình hình biên giới Tân Cương lúc này vẫn rất rối ren, do đó ở đây rất cần một viên tướng giỏi. Tuy nhiên, sau một vài cuộc chinh phục thành công, Niên đã bắt đầu tha hóa khi nhận hối lộ để thăng quan tiến chức. Niên nổi tiếng với lối sống vương giả ngang bằng với nhà vua. Nhìn thấy trước viễn cảnh không tốt từ Niên, Ung Chính đã ra một chỉ dụ giáng chức Niên xuống làm tướng quân của Hàng Châu phủ. Tuy nhiên, vẫn tiếp tục những hành động ngông cuồng, Niên đã nhận được tối hậu thư từ Ung Chính, và sau đó đã phải tự sát bằng thuốc độc vào năm 1726.
Long Khoa Đa (âm Mãn: Longkodo) là thống soái toàn bộ quân đội thành Bắc Kinh vào thời điểm Ung Chính lên ngôi. Sau đó, Long Khoa Đa bắt đầu bị ghét bỏ từ năm 1728 và chết khi bị giam cầm tại gia.

## Trị vì

### Tôn giáo
Khác với vua cha, Ung Chính tấn công mạnh mẽ vào đạo Thiên Chúa.. Ông cấm đạo cả nước, chỉ trừ Bắc Kinh. Thế là, 300 nhà thờ bị phá. Việc này là do Ung Chính thấy bất mãn khi người Mãn Châu dần cải theo đạo Thiên Chúa, trong khi nhà vua muốn người Mãn Châu phải thờ trời đất tổ tông vì theo ông cho rằng từng dân tộc có các tín ngưỡng khác nhau.

### Những cải cách

#### Vụ án mưu phản
Sau khi trở thành Hoàng đế Đại Thanh, Ung Chính đã cho giám sát chặt chẽ hoạt động của các quan lại cấp dưới và đồng thời cho tịch thu các truyền đơn mà ông cho là gây ảnh hưởng xấu cho chế độ của mình, đặc biệt là những người phản Thanh phục Minh. Nổi bật trong số đó là trường hợp của Tằng Tĩnh, một nho sinh thi hỏng mang ảnh hưởng nặng nề tư tưởng của học giả Lữ Lưu Lương ở thế kỷ XVII. Vào tháng 10 năm 1728, Tằng đã kích động Nhạc Chung Kỳ, tướng quân của 2 tỉnh Thiểm Tây – Cam Túc và là cháu đời thứ 21 của Nhạc Phi, làm phản với lý do Mãn Thanh là con cháu nhà Kim, có lý đâu con cháu Nhạc Phi lại thờ con cháu nhà Kim. Ông ta còn đưa ra một bản danh sách dài vạch tội của Ung Chính, bao gồm cả việc giết Hoàng đế Khang Hi và hạ sát các anh em để giành ngôi. Nhạc Chung Kỳ sợ hãi liền đem thư của Tằng Tĩnh nộp cho Ung Chính.
Trong thời Nhà Thanh, việc "phản Thanh phục Minh" được chính quyền xem là rất nghiêm trọng và hình phạt rất tàn khốc. Lữ Lưu Lương cùng con trai cả là Lữ Bảo Trung và môn sinh là Nghiêm Hồng Quỳ đều bị mở quan tài ra băm xác, con thứ Lữ Nghị Trung bị chém đầu tịch biên, người nhà bị đày ra Ninh Cổ tháp làm nô lệ đời đời. Giải quyết vụ án này, cuối cùng Ung Chính Đế đã cho bắt Tằng Tĩnh về thành Bắc Kinh để xét xử. Tuy nhiên nhà vua không giết Tằng Tĩnh, mà cho người đối xử tử tế, còn cho Tằng Tĩnh vào xem mình phê duyệt tấu chương, sau đó Tằng Tĩnh vì cảm ân đức của Ung Chính đã tự mắng chính mình, còn đi khắp nơi rêu rao, viết những bài ca ngợi công đức của nhà vua. Ung Chính xem đây là một trong những việc đắc ý nhất trong đời vì đã "cải tạo được kẻ không mang lòng thần phục", đây được xem là một đoạn thiên cổ kỳ văn, khi Hoàng đế lại cố lấy lòng phản tặc.
Tuy nhiên, Tằng Tĩnh đã bị Càn Long Đế, con trai Ung Chính, chém đầu với lý do Hoàng đế không thương lượng với phản tặc.

#### Chống tham nhũng

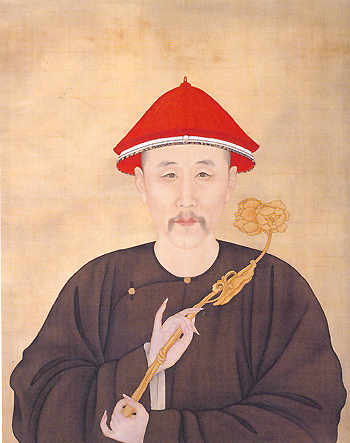
Ung Chính Đế trong trang phục thường dân.

Ung Chính Đế được xem là một trong số ít Hoàng đế thật sự chăm chỉ trong lịch sử Trung Hoa. Ông thường dành cả ngày đọc và giải quyết các tấu chương cho tới đêm. Ông căm ghét tham nhũng và trừng phạt nghiêm khắc các quan viên khi họ vi phạm các quy tắc trên.
Sau khi Khang Hi Đế qua đời, quốc khố tồn ngân 2716 vạn lạng (con số thường được nói đến trên truyền thông hoặc bộ phim nổi tiếng Vương triều Ung Chính là không đúng đắn). Năm cuối Ung Chính, tồn ngân 3453 vạn lạng. Mặc dù Ung Chính đã có những cải cách tăng cường nguồn thu thuế của triều đình, nhưng trong thời ông trị vì, số tiền này chủ yếuhao tổn do quân phí quá tốn kém.
Ung Chính Đế cho thành lập các ban khâm sai gồm các đại thần từ trung ương hoặc các quan viên địa phương có năng lực đi kiểm tra các tỉnh, huyện. Tra ra quan viên nào có dính líu tham ô thì lập tức cách chức, thay thế bằng một thành viên trong ban khâm sai. Các quan viên bị cách chức thi nhau khai ra những người tiền nhiệm đã làm thâm hụt ngân khố, việc này đã làm hàng trăm quan viên bị cách chức. Thậm chí, những quan viên tuy đã từ nhiệm nhưng bị phát hiện có tham ô trong lúc tại vị cũng bị trừng phạt. Thời đó, tham quan khi bị phát hiện có tham ô thường hay tự sát để bảo toàn cho người nhà vẫn được hưởng phúc lợi, vì theo họ thì "họa không đến người nhà". Nhưng Ung Chính thì quyết tâm chống tham nhũng đến cùng, quan viên tham ô đã tự sát thì nhà vua chẳng những tịch thu tài sản của chúng, mà ông còn bắt người nhà chúng phải làm việc lao dịch cả đời để trả nợ của ông cha, theo nhà vua làm như vậy là để cảnh tỉnh tham quan rằng nếu bị ông tra ra thì "con cháu đời sau cũng không ngóc lên được". Để ngăn chặn tham nhũng, Ung Chính cho bỏ đi những loại "phí trà nước" mà các quan viên thường dùng để bòn rút công quỹ.
Bên cạnh những biện pháp nghiêm ngặt, Ung Chính còn đặt ra "Dưỡng liêm ngân", một số tiền lớn lấy từ số dư hàng năm trong quốc khố để thưởng cho các quan. Tiền dưỡng liêm của huyện lệnh thất phẩm là từ 400 đến 2,000 lượng bạc, còn của một viên Tổng đốc là vào khoảng 10,800 lượng bạc, gấp 100 lần bổng lộc hằng năm. Những việc làm này của Ung Chính Đế đã cải thiện tình hình tài chính của đế quốc, thu nhập gia tăng, đến lúc ông mất ngân khố đã có tới 5,000 vạn lượng.

#### Cải cách chế độ
Vì là Hoàng đế độc tài nên Ung Chính muốn bản thân phải là người kiểm soát tối cao của đế quốc, để được như thế Ung Chính đã cho hoàn thiện chế độ "mật chiết". Mật chiết là việc trao đổi thông tin giữa Hoàng đế và thần tử thông qua một chiếc hộp được khóa kín có 2 chìa khóa, một chiếc do quan viên cần trình tấu giữ, một chiếc do Hoàng đế giữ, không có người thứ 3 biết được. Các thần tử mật tấu cho nhà vua bao gồm nhiều nội dung như các vấn đề liên quan đến đại sự đất nước đến việc tố cáo các quan viên khác, việc này chỉ có bản thân và Hoàng đế biết, có nói sai cũng không sao vì đây là công văn không chính thức không được lưu lại, nên các quan viên rất tích cực mật tấu. Thời Nhà Thanh, thần tử dâng tấu phải viết bằng hai bản, một tiếng Hán và một tiếng Mãn, lại phải thông qua nhiều kênh sàng lọc. Thông qua mật chiết, thần tử có thể viết ngắn gọn tấu lên trực nhà vua mà không làm lỡ thời gian. Tuy nhiên chỉ có một số quan viên được nhà vua chỉ định mới có quyền mật tấu, để tránh việc hàm oan cho người khác. Tuy nhiên để tránh việc bị tiểu nhân lừa gạt, Ung Chính đã có một số quy định khi sử dụng mật chiết: nhà vua cố gắng lắng nghe từ khắp nơi chứ không phải một phía, lấy ý kiến của nhiều người để có phán đoán chính xác; nếu có người bị tố cáo, Ung Chính cho phép họ tự biện giải nhưng không tiết lộ tên người tố cáo họ để bảo đảm không hàm oan người tốt. Việc áp dụng mật chiết giúp hệ thống tai mắt của Ung Chính trong khắp đế quốc được tăng nhanh, việc gì nhà vua cũng được biết một cách nhanh chóng, Hoàng đế ngồi trong Tử Cấm Thành mà nắm được việc thiên hạ, chính thức trở thành đầu não của đất nước.

#### Dùng người theo việc
Ung Chính từng nói: "Trị thiên hạ, dùng người là việc cơ bản, việc khác chỉ là vụn vặt". Theo quan niệm xưa, nhân tài phải bao gồm hai mặt "đức" và "tài", trong đó "đức" được xem trọng hơn tài. Người có đức độ mà kém cỏi trong công việc vẫn được ngồi cao hơn người có tài mà nhân cách có tì vết, việc này dẫn đến quan viên vô dụng, người có tài thì không được cất nhắc. Ung Chính không bám theo khuôn mẫu đó, nhà vua rất thích câu nói của Ngạc Nhĩ Thái: "Việc có nhanh chậm, dễ khó; người có mềm cứng, ngắn dài", nên nhà vua chủ trương ngoài tài và đức thì dùng người trước hết phải nhìn việc. Chu Thức, học vấn tốt, làm người hiền hòa lại thanh liêm chính trực, Ung Chính cho làm thầy của Càn Long. Lý Vệ, tính lưu manh thô lỗ nhưng bạo dạn nhanh nhẹn, Ung Chính cho đi bắt cướp. Tri huyện Ngô Kiều là Thường Tam Lạc, tuy liêm khiết nhưng nhu nhược không hăng hái, Ung Chính cho đổi làm học quan, không lo việc dân sự. Ung Chính dùng người, lấy sở trường bỏ sở đoản, khiến người ta dốc sức, phát huy tài năng, một vị quân chủ tầm thường không bao giờ làm được như vậy.

#### Văn hóa

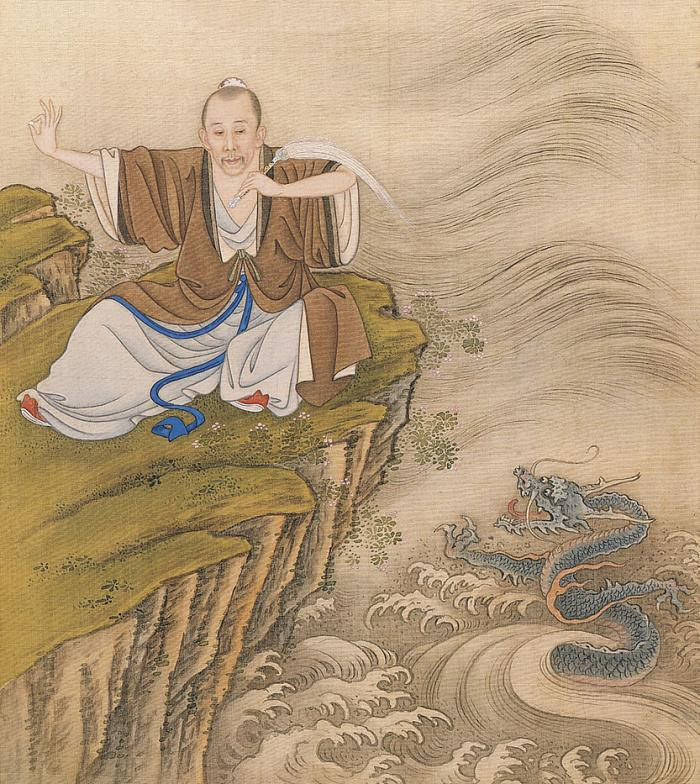
Tranh vẽ Ung Chính Đế mặc trang phục Đạo giáo.

Trong tâm thức người Hán, tuy người Mãn đã chiếm được giang sơn của họ, nhưng vẫn phải quay về học tập văn hóa của người Hán, điều này làm giới trí thức người Hán xem thường giai cấp thống trị Mãn Châu là man rợ vô văn hóa. Cả Khang Hi và Ung Chính đều hiểu muốn cai trị được đất nước này phải học tập văn hóa Hán và cùng bàn văn hóa với họ.
Để làm điều này, Ung Chính cho tôn Khổng tử lên một địa vị chưa từng có. Ung Chính cho tôn tổ tiên năm đời của Khổng tử lên làm Vương, còn quỳ bái trước tượng Khổng tử. Trước nay Đế vương chỉ phải quỳ trước trời đất tổ tông, Ung Chính làm vậy đã tôn Khổng tử lên ngang với trời đất và tổ tiên cha mẹ mình, không gì tôn quý bằng. Ung Chính còn cho sửa lại cách xưng hô, khi đến gặp các Nho sĩ ở trường Thái học dùng là "bái phỏng thỉnh giáo" chứ không phải là "quang lâm chỉ đạo", thể hiện sự tôn trọng đối với phần tử trí thức. Ung Chính có lần cho hỏi sĩ tử thế nào là "lễ nghĩa liêm sỉ", nhà vua cho rằng: biết nghi văn lễ tiết, biết thoái lui nhường nhịn chỉ là "tiểu lễ"; biết thận trọng thủ tín, cẩn thận trong việc làm và lời nói chỉ là "tiểu nghĩa"; thi hành giáo hóa dân chúng, thuần hóa phong tục, dạy người trong thiên hạ là thần phải tận trung, là con phải tận hiếu, mới là "đại lễ"; luôn thành thực lo việc công, thẳng thắn chính trực, khiến người đời không đảng không tư, chung sức chung lòng vượt khó, mới là "đại nghĩa". Lời này đã khiến sĩ tử khắp thiên hạ phải thán phục. Thông qua những việc này, Ung Chính đã lấy lòng được người đọc sách khắp thiên hạ, củng cố vững chắc giang sơn của Đại Thanh.
Bên cạnh việc sử dụng Nho giáo cho việc trị nước, Ung Chính cũng tôn trọng Đạo giáo và đặc biệt là Phật giáo. Ông thường đàm đạo với các tăng sĩ, nhờ vậy có được kiến thức khá rộng về Thiền tông. Ông còn lấy đạo hiệu là Cư sĩ Viên Minh hay Cư sĩ Hòa Phá Trần, tự mình lập pháp đàn trong đại nội, chiêu tập tăng sĩ trong cả nước về dự. Ông còn đăng đàn thuyết pháp và đặt pháp danh cho con mình là Hoằng Lịch cùng các đại thần Trương Đình Ngọc và Ngạc Nhĩ Thái. Có lần, khi rỗi việc nước, Ung Chính đã sai họa sĩ vẽ tranh ông mặc tăng phục của các lạt–ma Mật tông Tây Tạng.
Cuối đời Ung Chính, đặc biệt là sau khi Di Thân vương Dận Tường mất (1730), nhà vua càng thêm mộ đạo, cho mở nhiều tiệc chay trong cung hơn trước.

#### Mở rộng về phía Tây Bắc
Giống như vua cha Khang Hi, Ung Chính sử dụng các biện pháp quân sự mạnh mẽ để giữ gìn vị thế của Đại Thanh ở Ngoại Mông Cổ. Khi Tây Tạng bị xâu xé bởi nội chiến vào khoàng 1727–28, Ung Chính đã có can thiệp quân sự. Để chuẩn bị cho chiến dịch Tây Tạng, Ung Chính giao cho Niên Canh Nghiêu 23 vạn đại quân chống lại người Chuẩn Cát Nhĩ (tức Hãn quốc Zunghar), quân chỉ có 8 vạn. Lúc đầu, mặc dù quân Thanh đông hơn nhưng vẫn không thể đánh bại kẻ thù nhanh nhẹn hơn. Tuy nhiên quân Thanh đã sau đó đã tấn công đồn lương thực của quân Chuẩn Cát Nhĩ và đánh bại họ. Chiến dịch này tiêu tốn hết 8 trăm vạn lượng bạc. Cuối đời Ung Chính, ông lại sai tướng đem 1 vạn quân chinh phạt Chuẩn Cát Nhĩ. Quân Thanh bại trận ở hồ Khoton năm 1731, khiến Đại Thanh phải đối mặt với nguy cơ mất kiểm soát toàn bộ Mông Cổ. May cho người Thanh là năm 1732, bộ tộc Khách Nhĩ Khách đồng minh của họ đã đánh bại Chuẩn Cát Nhĩ.
Sau cải cách năm 1729, ngân khố tăng lên tới 6 ngàn vạn lượng vào năm 1730, vượt qua kỷ lục được lập vào thời Khang Hi, tuy nhiên cuộc chiến ở Thanh Hải và các xung đột biên giới vẫn là gánh nặng cho ngân khố. Chỉ để bảo vệ biên giới, triều đình phải tốn 10 vạn lượng mỗi năm. Tổng kinh phí cho các chiến dịch mỗi năm là 1 ngàn vạn lượng. Vào năm 1735, chi phí cho các chiến dịch đã chiếm phân nửa ngân khố, điều này làm Ung Chính nghĩ đến việc giảng hòa và định biên giới với Chuẩn Cát Nhĩ.

#### Các thành tựu khác
Năm 1729, ông ra một khẩu dụ nghiêm cấm việc hút madak, một thứ thuốc phiện do người phương Tây mang vào Trung Quốc. Thanh triều đã trở thành một vương triều vững mạnh và thanh bình, ngoài ra ông cũng cho xây dựng lại Cung điện Mùa hè Càn Thành. Ông ban hành một di chiếu giả cho người kế vị nhằm tránh lặp lại bi kịch của cha ông.
Ung Chính Đế rất tin tưởng vào người Hán và sử dụng nhiều quan viên người Hán trong chính quyền của mình. Cả Lý Vệ và Đường Văn Kính đều giúp triều đình cai quản các vùng phía nam Trung Quốc. An Thái cũng phục vụ cho Ung Chính trong việc cai quản các vùng miền nam. Ông cũng nổi tiếng vì đã thu hết quyền lực của các vị hoàng tử của 5 kỳ còn lại và thống nhất toàn bộ bát kỳ dưới sự lãnh đạo duy nhất của ông, thông qua việc lập ra "Bát vương nghị chính" (八王依正).
Giống như Khang Hi Đế, Ung Chính Đế cũng dùng sức mạnh quân đội để bảo vệ vị thế thiên triều trước những thế lực bên ngoài như Mông Cổ, và khi Tây Tạng bị chia cắt bởi cuộc nội chiến từ năm 1717–1728, ông đã rút toàn bộ quân đội, chỉ để lại một viên quan Nhà Thanh và các đơn vị đồn trú để bảo vệ biên giới thiên triều. Tuy nhiên, cũng cần nhớ rằng Ung Chính đã cải cách lại chế độ thuế má vào thời điểm đó nên không có chính sách ưu đãi cho giai cấp thượng lưu và áp dụng chế độ thuế đất mới cho các chủ đất.

## Qua đời
Năm Ung Chính thứ 13 (1735), tháng 5, người Miêu ở Quý Châu phản loạn, Hoàng đế sai Hạ Nguyên Sinh làm Dương Uy Tướng quân, lĩnh 4 tỉnh quan binh đi chinh phạt. Cùng lúc đó, Hoàng đế sai Quả Thân vương Dận Lễ, Hoàng tứ tử Hoằng Lịch, Hoàng ngũ tử Hoằng Trú, Đại học sĩ Ngạc Nhĩ Thái, Trương Đình Ngọc xử lý Miêu Cương sự vụ.
Ung Chính Đế không ưa xa hoa, nhưng hay đến các vườn tược trú ngụ, đặc biệt là Viên Minh Viên do ông đích thân xây dựng, để tránh nóng bức mà thường ở tại Cửu Châu Thanh Yến (九洲清宴), Tứ Nghi thư phòng (四宜书屋) và Vạn Phương An Hòa (万方安和). Theo Thực lục ghi lại, Ung Chính Đế vào năm thứ 13 (1735), ngày 21 tháng 8 có nhiễm bệnh, nhưng vẫn cứ làm việc.
Đến ngày 23 tháng 8 (âm lịch), Hoàng đế bệnh tình chuyển biến. Bảo Thân vương Hoằng Lịch cùng Hòa Thân vương Hoằng Trú đêm ngày hầu bệnh bên giường. Buổi tối 8 giờ, Đại học sĩ Ngạc Nhĩ Thái, Đại học sĩ Trương Đình Ngọc đến Ung Chính Đế phòng ngủ, cung phủng thượng ngự bút thân thư rằng:"Mệnh Hoàng tứ tử Bảo Thân vương Hoằng Lịch làm Hoàng thái tử, tức Hoàng đế vị.".
Để tránh sự kiện Cửu vương đoạt Trữ thời Khang Hi Đế, bản thân Ung Chính Đế đã quyết định chỉ công bố người kế vị vào phút chót. Ung Chính Đế cho viết tên người kế vị vào hai tờ giấy, một tờ giấu trong một cái hộp, cái hộp sau đó được để sau tấm biển Chính Đại Quang Minh (chữ Hán: 正大光明) trong Càn Thanh cung. Một tờ Hoàng đế giữ bên mình. Khi Ung Chính Đế băng hà, các đại thần sẽ lấy hai tờ giấy so sánh với nhau, nếu tên người kế vị trong hai tờ giấy giống nhau thì người ấy chính là Hoàng đế tiếp theo của Đại Thanh. Từ đó, sáng lập lên "Bí mật kiến Trữ" chế độ nổi tiếng của Nhà Thanh.
Nửa đêm giờ Tý, Hoàng đế băng hà, hưởng niên 58 tuổi. Và người được chọn là Hoàng tứ tử Hoằng Lịch, lên ngôi tức Thanh Cao Tông Càn Long Đế.
Càn Long Đế tôn miếu hiệu cho cha là Thế Tông, thụy hiệu là Kính Thiên Xương Vận Kiến Trung Biểu Chính Văn Vũ Anh Minh Khoan Nhân Tín Nghị Duệ Thánh Đại Hiếu Chí Thành Hiến Hoàng đế (敬天昌運建中表正文武英明寬仁信毅睿聖大孝至誠憲皇帝), thường xưng Thế Tông Hiến Hoàng đế (chữ Mãn:ᡧᡳᡯ᠊ᡠ᠊ᠩ
ᡨᡝᠮᡤᡝᡨᡠᠯᡝᡥᡝ
ᡥᡡᠸᠠᠩᡩᡳ, phiên âm: šidzung temgetulehe hūwangdi).
Ngày 2 tháng 3 năm Càn Long thứ 2 (1737), đưa linh cữu Ung Chính Đế vào khu Tây Thanh Mộ, 120 km về phía tây nam thành Bắc Kinh, táng ở Thái Lăng (泰陵; tên dưới thời Nhà Thanh là Elhe Munggan).

## Đánh giá

### Nhận xét chung
Nhiều sử gia thời nay đánh giá cao Ung Chính. Họ cho rằng sự lâu dài của Nhà Thanh là một chế độ ngoại lai (sự lâu dài của các triều đại khác thường chỉ kéo dài được một trăm năm) hoàn toàn nhờ vào các cải cách của Ung Chính. Tuy nhiên vẫn có sự chỉ trích vào sự tàn nhẫn của ông. Thí dụ điển hình là trường hợp Ung Chính thanh trừ Niên Canh Nghiêu và Long Khoa Đa, những người mà thiếu họ thì Ung Chính đã chẳng thể lên ngôi và ngồi vững ngai vàng những ngày đầu.

### Vai trò lịch sử
Được đánh giá là một vị Hoàng đế nghiêm khắc và tận tụy, Ung Chính đã xây dựng một vương triều vững mạnh dựa trên việc chi tiêu một cách thấp nhất. Cũng giống như vua cha Khang Hi, Hoàng đế Ung Chính dùng sức mạnh quân đội để bảo vệ vị thế của thiên triều. Bị các nhà nghiên cứu lịch sử cho rằng đã cướp ngôi, sự cai trị của ông bị coi là chuyên quyền, nhưng hiệu quả và mạnh mẽ, mặc dầu triều đại ông ngắn và mờ nhạt hơn Khang Hi và Càn Long sau này, cái chết đột ngột của ông có lẽ một phần là do những công việc quá sức mà ông phải thực hiện. Ung Chính Đế tiếp tục thời đại của sự thanh bình và thịnh vượng của Đại Thanh, vì ông đã hạn chế nạn tham nhũng, lãng phí và cải cách hành chính kinh tế một cách triệt để. Mặc dù nổi tiếng một người tiết kiệm, Ung Chính đã đóng góp một phần vào việc xây dựng Cung điện Mùa hè, tức Viên Minh Viên, một kiệt tác trong lịch sử triều đại Nhà Thanh.
Đài truyền hình Trung Quốc CCTV–1 đã trình chiếu một phim truyền hình về lịch sử Trung Quốc năm 1997, trong đó có đề cập đến Hoàng đế Ung Chính, chủ yếu tập trung vào mặt tích cực của ông, và lập trường cứng rắn của ông về việc chống tham nhũng, một vấn đề không mới trong xã hội.

### Cái chết
Hoàng đế Ung Chính cai trị Trung Quốc chỉ trong 13 năm. Ông đột ngột qua đời vào năm 1735 khi mới 58 tuổi. Bản thân sử sách đương thời cũng không ghi rõ nguyên nhân cái chết, vì vậy cái chết của ông đã trở thành đề tài bàn tán trong nhiều năm.
Các truyện dân gian kể rằng ông đã bị ám sát bởi Lã Tứ Nương (吕四娘), con gái của Lã Lưu Lương (吕留良), người mà cả gia đình đã bị xử tử trong vụ án văn chương nổi tiếng chống lại Nhà Thanh. Một giả thuyết khác có vẻ thực tế hơn, đó là Ung Chính đã chết vì dùng thuốc quá liều vào thời điểm đó, vì ông cho rằng các loại dược liệu quý này sẽ giúp ông kéo dài tuổi thọ.

## Gia quyến
| \| \| \| \| \| \| \| \| \| \| \| \| \| \| \| \| \| \| \| \| Thái Tổ Cao Hoàng đế Nỗ Nhĩ Cáp Xích \| \| \| \| \| \| \| \| \| \| \| \| \| \| \| \| \| \| \| \| \| \| \| \| \| \| \| \| \| \| \| \| \| \| \| \| \| \| \| \| \| \| \| \| \| \| \| \| \| \| \| \| \| \| Thái Tông Văn Hoàng đế Hoàng Thái Cực \| \| \| \| \| \| \| \| \| \| \| \| \| \| \| \| \| \| \| \| \| \| \| \| \| \| \| \| \| \| \| \| \| \| \| \| \| \| \| \| \| \| \| \| \| \| \| \| \| \| \| \| \| \| Hiếu Từ Cao hoàng hậu Diệp Hách Na Lạp Mạnh-Cổ-Triết-Triết \| \| \| \| \| \| \| \| \| \| \| \| \| \| \| \| \| \| \| \| \| \| \| \| \| \| \| \| \| \| \| \| \| \| \| \| \| \| \| \| \| \| \| \| \| \| \| \| \| \| \| \| \| \| Thế Tổ Chương Hoàng đế Phúc Lâm \| \| \| \| \| \| \| \| \| \| \| \| \| \| \| \| \| \| \| \| \| \| \| \| \| \| \| \| \| \| \| \| \| \| \| \| \| \| \| \| \| \| \| \| \| \| \| \| \| \| \| \| \| \| Khoa Nhĩ Thấm Bộ Trung thân vương Trại Tang \| \| \| \| \| \| \| \| \| \| \| \| \| \| \| \| \| \| \| \| \| \| \| \| \| \| \| \| \| \| \| \| \| \| \| \| \| \| \| \| \| \| \| \| \| \| \| \| \| \| \| \| \| \| Hiếu Trang Văn hoàng hậu Bản Bố Thái \| \| \| \| \| \| \| \| \| \| \| \| \| \| \| \| \| \| \| \| \| \| \| \| \| \| \| \| \| \| \| \| \| \| \| \| \| \| \| \| \| \| \| \| \| \| \| \| \| \| \| \| \| \| Trung thân vương Hiền phi \| \| \| \| \| \| \| \| \| \| \| \| \| \| \| \| \| \| \| \| \| \| \| \| \| \| \| \| \| \| \| \| \| \| \| \| \| \| \| \| \| \| \| \| \| \| \| \| \| \| \| \| \| \| Thánh Tổ Nhân Hoàng đế Huyền Diệp \| \| \| \| \| \| \| \| \| \| \| \| \| \| \| \| \| \| \| \| \| \| \| \| \| \| \| \| \| \| \| \| \| \| \| \| \| \| \| \| \| \| \| \| \| \| \| \| \| \| \| \| \| \| Đông Dưỡng Chân \| \| \| \| \| \| \| \| \| \| \| \| \| \| \| \| \| \| \| \| \| \| \| \| \| \| \| \| \| \| \| \| \| \| \| \| \| \| \| \| \| \| \| \| \| \| \| \| \| \| \| \| \| \| Đông Đồ Lại \| \| \| \| \| \| \| \| \| \| \| \| \| \| \| \| \| \| \| \| \| \| \| \| \| \| \| \| \| \| \| \| \| \| \| \| \| \| \| \| \| \| \| \| \| \| \| \| \| \| \| \| \| \| Hiếu Khang Chương hoàng hậu Đông Giai thị \| \| \| \| \| \| \| \| \| \| \| \| \| \| \| \| \| \| \| \| \| \| \| \| \| \| \| \| \| \| \| \| \| \| \| \| \| \| \| \| \| \| \| \| \| \| \| \| \| \| \| \| \| \| Thế Tông Hiến Hoàng đế Dận Chân \| \| \| \| \| \| \| \| \| \| \| \| \| \| \| \| \| \| \| \| \| \| \| \| \| \| \| \| \| \| \| \| \| \| \| \| \| \| \| \| \| \| \| \| \| \| \| \| \| \| \| \| \| \| Ô Nhã Uy Vũ \| \| \| \| \| \| \| \| \| \| \| \| \| \| \| \| \| \| \| \| \| \| \| \| \| \| \| \| \| \| \| \| \| \| \| \| \| \| \| \| \| \| \| \| \| \| \| \| \| \| \| \| \| \| Hiếu Cung Nhân hoàng hậu Ô Nhã thị \| \| \| \| \| \| \| \| \| \| \| \| \| \| \| \| \| \| \| \| \| \| \| \| \| \| \| \| \| \| \| \| \| \| \| \| \| \| \| \| \| \| \| \| \| \| \| \| \| \| \| \| |                                                            |  |  |  |  |  |  |  |  |  |  |  |  |  |  |  |
| |                                                            |  |  |  |  |  |  |  |  |  |  |  |  |  |  |  |
| | Thái Tổ Cao Hoàng đế Nỗ Nhĩ Cáp Xích                       |  |  |  |  |  |  |  |  |  |  |  |  |  |  |  |
| |                                                            |  |  |  |  |  |  |  |  |  |  |  |  |  |  |  |
| |                                                            |  |  |  |  |  |  |  |  |  |  |  |  |  |  |  |
| | Thái Tông Văn Hoàng đế Hoàng Thái Cực                      |  |  |  |  |  |  |  |  |  |  |  |  |  |  |  |
| |                                                            |  |  |  |  |  |  |  |  |  |  |  |  |  |  |  |
| |                                                            |  |  |  |  |  |  |  |  |  |  |  |  |  |  |  |
| | Hiếu Từ Cao hoàng hậu Diệp Hách Na Lạp Mạnh-Cổ-Triết-Triết |  |  |  |  |  |  |  |  |  |  |  |  |  |  |  |
| |                                                            |  |  |  |  |  |  |  |  |  |  |  |  |  |  |  |
| |                                                            |  |  |  |  |  |  |  |  |  |  |  |  |  |  |  |
| | Thế Tổ Chương Hoàng đế Phúc Lâm                            |  |  |  |  |  |  |  |  |  |  |  |  |  |  |  |
| |                                                            |  |  |  |  |  |  |  |  |  |  |  |  |  |  |  |
| |                                                            |  |  |  |  |  |  |  |  |  |  |  |  |  |  |  |
| | Khoa Nhĩ Thấm Bộ Trung thân vương Trại Tang                |  |  |  |  |  |  |  |  |  |  |  |  |  |  |  |
| |                                                            |  |  |  |  |  |  |  |  |  |  |  |  |  |  |  |
| |                                                            |  |  |  |  |  |  |  |  |  |  |  |  |  |  |  |
| | Hiếu Trang Văn hoàng hậu Bản Bố Thái                       |  |  |  |  |  |  |  |  |  |  |  |  |  |  |  |
| |                                                            |  |  |  |  |  |  |  |  |  |  |  |  |  |  |  |
| |                                                            |  |  |  |  |  |  |  |  |  |  |  |  |  |  |  |
| | Trung thân vương Hiền phi                                  |  |  |  |  |  |  |  |  |  |  |  |  |  |  |  |
| |                                                            |  |  |  |  |  |  |  |  |  |  |  |  |  |  |  |
| |                                                            |  |  |  |  |  |  |  |  |  |  |  |  |  |  |  |
| | Thánh Tổ Nhân Hoàng đế Huyền Diệp                          |  |  |  |  |  |  |  |  |  |  |  |  |  |  |  |
| |                                                            |  |  |  |  |  |  |  |  |  |  |  |  |  |  |  |
| |                                                            |  |  |  |  |  |  |  |  |  |  |  |  |  |  |  |
| | Đông Dưỡng Chân                                            |  |  |  |  |  |  |  |  |  |  |  |  |  |  |  |
| |                                                            |  |  |  |  |  |  |  |  |  |  |  |  |  |  |  |
| |                                                            |  |  |  |  |  |  |  |  |  |  |  |  |  |  |  |
| | Đông Đồ Lại                                                |  |  |  |  |  |  |  |  |  |  |  |  |  |  |  |
| |                                                            |  |  |  |  |  |  |  |  |  |  |  |  |  |  |  |
| |                                                            |  |  |  |  |  |  |  |  |  |  |  |  |  |  |  |
| | Hiếu Khang Chương hoàng hậu Đông Giai thị                  |  |  |  |  |  |  |  |  |  |  |  |  |  |  |  |
| |                                                            |  |  |  |  |  |  |  |  |  |  |  |  |  |  |  |
| |                                                            |  |  |  |  |  |  |  |  |  |  |  |  |  |  |  |
| | Thế Tông Hiến Hoàng đế Dận Chân                            |  |  |  |  |  |  |  |  |  |  |  |  |  |  |  |
| |                                                            |  |  |  |  |  |  |  |  |  |  |  |  |  |  |  |
| |                                                            |  |  |  |  |  |  |  |  |  |  |  |  |  |  |  |
| | Ô Nhã Uy Vũ                                                |  |  |  |  |  |  |  |  |  |  |  |  |  |  |  |
| |                                                            |  |  |  |  |  |  |  |  |  |  |  |  |  |  |  |
| |                                                            |  |  |  |  |  |  |  |  |  |  |  |  |  |  |  |
| | Hiếu Cung Nhân hoàng hậu Ô Nhã thị                         |  |  |  |  |  |  |  |  |  |  |  |  |  |  |  |
| |                                                            |  |  |  |  |  |  |  |  |  |  |  |  |  |  |  |
| |                                                            |  |  |  |  |  |  |  |  |  |  |  |  |  |  |  |

- Thân phụ: Thanh Thánh Tổ Khang Hi Hoàng đế
- Thân mẫu: Hiếu Cung Nhân hoàng hậu, tôn hiệu [Nhân Thọ Hoàng thái hậu; 仁壽皇太后]

### Hoàng hậu

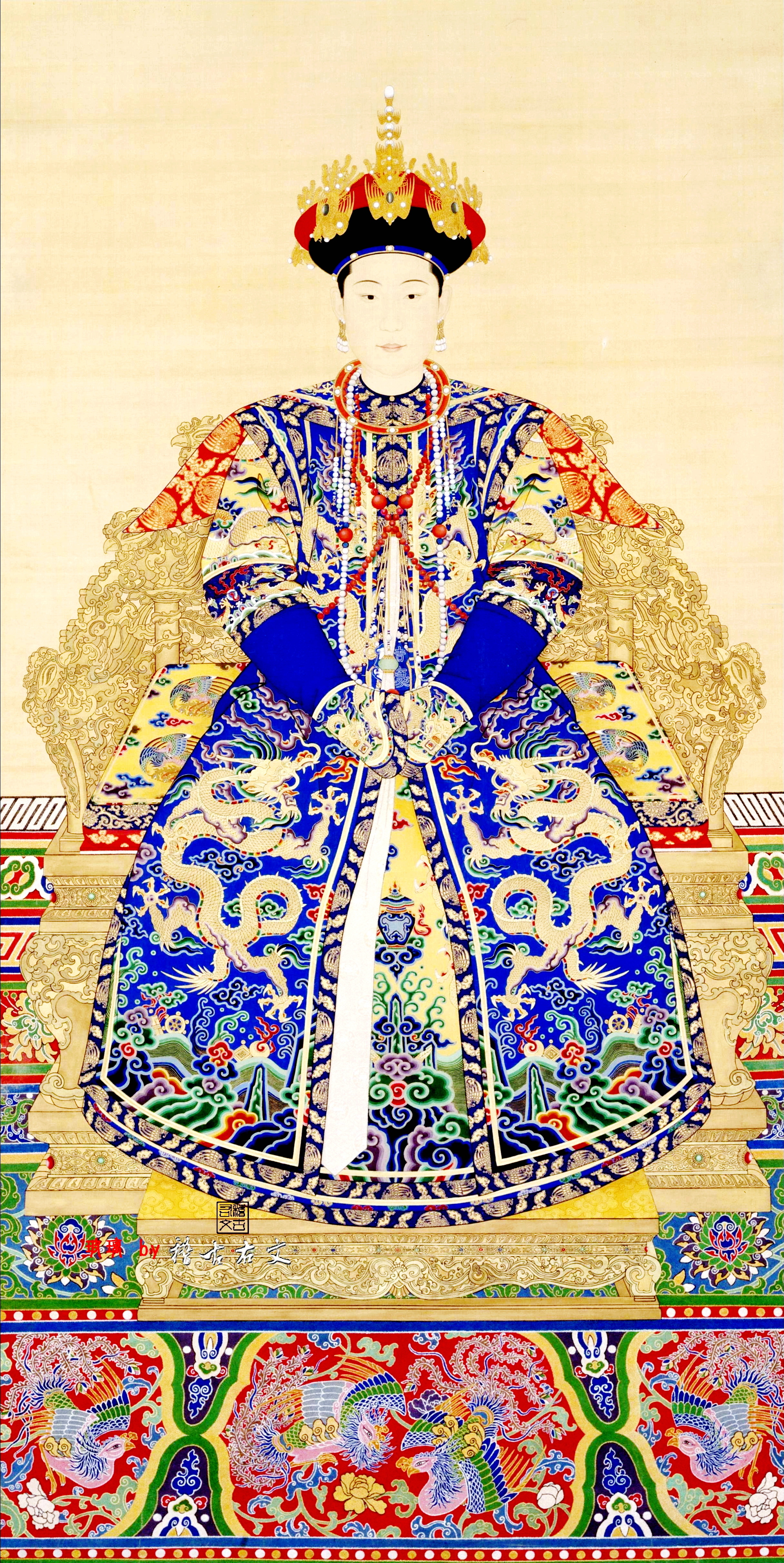
Hiếu Kính Hiến Hoàng hậu Ô Lạt Na Lạp thị

- Hiếu Kính Hiến Hoàng hậu Ô Lạt Na Lạp thị (28 tháng 6 năm 1681 – 29 tháng 10 năm 1731), cha là Nội đại thần Phí Dương Cổ (費揚古). Năm 1691, nhập tiềm để làm Chính thất của Ung Chính Đế; Năm 1722, sách lập làm Hoàng hậu, là Hoàng hậu được sách lập duy nhất của Ung Chính Đế.

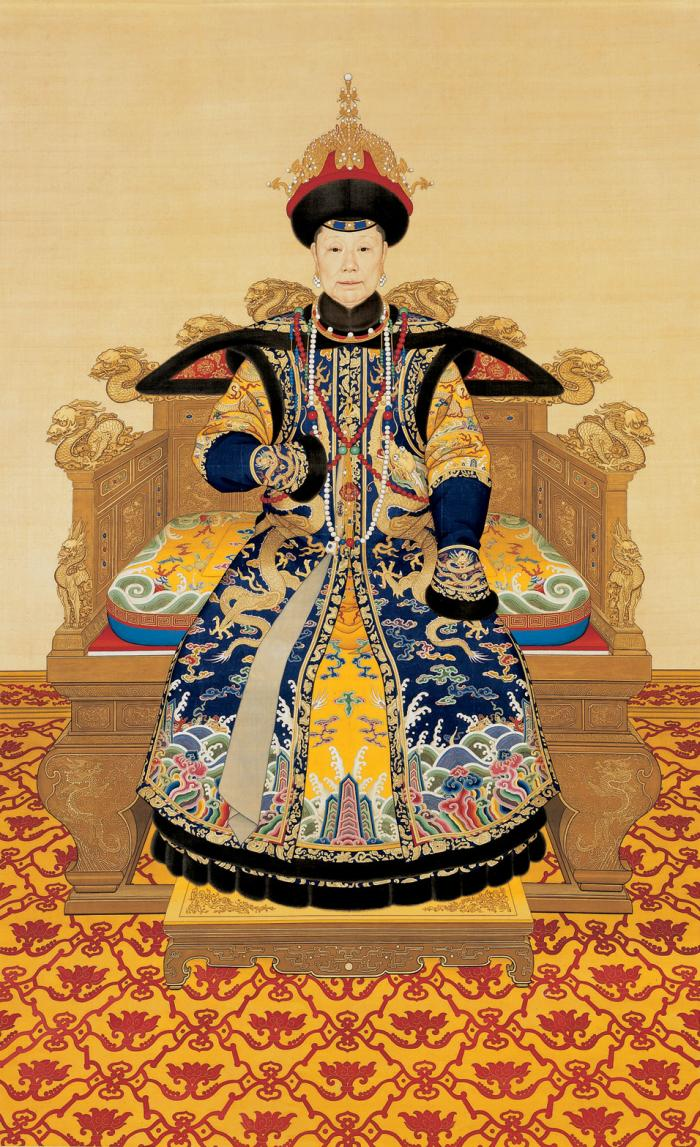
Hiếu Thánh Hiến Hoàng hậu Nữu Hỗ Lộc thị

- Hiếu Thánh Hiến hoàng hậu Nữu Hỗ Lộc thị (1 tháng 1 năm 1693 – 2 tháng 3 năm 1777), con gái của Tứ phẩm Điển nghi Lăng Trụ (凌柱). Nguyên là Cách cách của Ung Chính Đế ở tiềm để; Ung Chính Đế kế vị, được đặc cách sách phong làm Hi phi (熹妃); thân mẫu của Tứ A ca Hoằng Lịch, tức Càn Long Đế. Càn Long Đế lên ngôi, tấn tôn bà làm Sùng Khánh Hoàng thái hậu (崇慶皇太后). Bà chưa từng làm Hoàng hậu khi còn sống, qua đời mới được truy phong là Hoàng hậu.

### Hoàng quý phi
- Đôn Túc Hoàng quý phi Niên thị (Khoảng 1695 – 27 tháng 12 năm 1725), cha là Tuần phủ Niên Hà Linh (年遐齡); em gái của Niên Canh Nghiêu; Sủng phi của Ung Chính Đế. Ban đầu là Trắc Phúc tấn của Ung Thân vương; sau khi Ung Chính Đế lên ngôi được sách phong Quý phi; Lúc bà lâm bệnh nặng, được Ung Chính Đế tấn phong làm Hoàng quý phi. Cùng năm, bà qua đời.
- Thuần Ý Hoàng quý phi Cảnh thị (1689 – 17 tháng 12 năm 1784), cha là Quản lĩnh Cảnh Đức Kim (耿德金). Năm 1703, bà nhập tiềm để làm Cách cách của Ung Chính Đế; Năm 1723, sách phong làm Dụ tần (裕嬪); sau thăng Dụ phi (裕妃). Năm 1737, Càn Long Đế đăng cơ, tôn bà làm Hoàng khảo Dụ Quý phi (皇考裕貴妃); Càn Long Đế tiếp tục tấn phong bà làm Hoàng khảo Dụ Hoàng quý phi (皇考裕皇貴妃) trong lần mừng thọ thứ 89 của bà (1778). Sinh hạ Hoằng Trú.

### Thị thiếp
- Phi
  - Tề phi Lý thị (1676 – 1737),  con gái của Tri phủ Lý Văn Huy (李文輝). Là Cách cách của Ung Chính Đế ở tiềm để, sau thăng Trắc Phúc tấn. Sách phong Tề phi (齊妃) sau khi Ung Chính Đế lên ngôi.
  - Khiêm phi Lưu thị (1714 – 1767), con gái của Quản lĩnh Lưu Mãn (劉滿). Không rõ khi nào hầu hạ, lần đầu đề cập đã là Quý nhân. Năm 1733, sinh hạ Hoằng Chiêm nên được phong Khiêm tần (謙嬪); sau Càn Long Đế tấn tôn làm Hoàng khảo Khiêm phi (皇考 謙妃);
  - Ninh phi Võ thị (? – 1734) cha là Tri châu Võ Trụ Quốc (武柱國). Không rõ vào hầu Ung Chính Đế khi nào. Năm Ung Chính thứ 12 (1734), qua đời khi đang là Ninh phi (寧妃).
- Tần
  - Mậu tần Tống thị (1677 – 1730), con gái của Chủ sự Kim Trụ (金柱). Nguyên là Cách cách của Ung Chính Đế ở tiềm để. Hạ sinh cho Ung Chính Đế 2 hoàng nữ nhưng đều chết yểu; Ung Chính Đế lên ngôi sách phong làm Mậu tần (懋嬪).
- Các thị thiếp khác
  - Quách Quý nhân (郭貴人) (? – 1786). Năm 1723, phong Thường tại, năm 1729 tấn phong Quý nhân. Mất vào giờ Tỵ ngày 11 tháng Giêng năm Càn Long thứ 51 (1786)[16].
  - Lý Quý nhân (李貴人) (? – 1760). Được phong Quý nhân năm 1729. Mất vào ngày 28 tháng 4 năm Càn Long thứ 25 (1760)[17].
  - Hải Quý nhân (海貴人) (? – 1761). Năm 1725, phong Thường tại; năm 1735 tấn phong Quý nhân. Mất vào tháng 12 năm Càn Long thứ 26 (1761)[18].
  - Trương Quý nhân (張貴人) (? – 1735). Nhập cung làm Thường tại; năm 1735 tấn phong Quý nhân. Mất vào ngày 21 tháng 4 năm Ung Chính thứ 13 (1735)[19].
  - An Quý nhân (安貴人) (? – 1749). Nhập cung năm 1729. Mất vào năm Càn Long thứ 14 (1749)[20].
  - Lão Quý nhân (老贵人) (? – 1736). Sinh ra muộn nhất là vào năm Thuận Trị thứ 10 (1653), vào những năm Khang Hy được chọn vào cung, phong làm Thường tại, nhưng chưa từng “phụng ngự”. Sau khi Thế Tông lên ngôi, vì bà đã cao tuổi, nên được tấn phong làm Quý nhân theo lệ thường, gọi là “Lão Quý nhân”, đã từng nuôi dưỡng con trai thứ năm của Thế Tông là Hòa Thạc Hòa Cung Thân vương Hoằng Trú. Vào năm Ung Chính thứ 8 (1730) từng mắc bệnh nặng, cuối cùng vào giờ Ngọ ngày 26 tháng 4 năm Càn Long thứ nhất (1736) thì qua đời[21].
  - Lý Thường tại (李常在) (? – 1787). Trở thành Đáp ứng năm 1730; Thăng Thường tại năm 1732. Mất vào tháng 3 năm Càn Long thứ 52 (1787)[22].
  - Na Thường tại (那常在) (? – 1735). Mất vào cuối năm Ung Chính thứ 13 (1735)[23].
  - Mã Thường tại (馬常在) (? – 1768). Trở thành Đáp ứng rồi thăng Thường tại năm 1730. Mất vào ngày 11 tháng 4 năm Càn Long thứ 33 (1768)[24].
  - Xuân Thường tại (春常在) (? – 1765). Trở thành Thường tại năm 1735. Mất vào năm Càn Long thứ 30 (1765)[25].
  - Cao Thường tại (高常在) (? – 1732). Trở thành một Đáp ứng năm 1729; thăng Thường tại năm 1730. Mất vào khoảng tháng 7 đến cuối tháng 12 năm Ung Chính thứ 10 (1732)[26].
  - Thường Thường tại (常常在) (? – 1732). Trở thành Thường tại năm 1729. Mất vào tháng 8 năm Ung Chính thứ 10 (1732)[27].
  - Cố Thường tại (顧常在) (? – 1729). Tháng 4 năm Ung Chính thứ 7 (1729) nhập cung, chết 5 tháng sau đó[28].
  - Cát Thường tại (吉常在) (? – Khoảng 1760). Nhập cung phong Đáp ứng năm 1727; năm 1736, tấn phong Thường tại. Mất vào khoảng năm Càn Long thứ 25 (1760)[29].
  - Tô Đáp ứng (蘇答應) (? – 1729). Trở thành Đáp ứng năm 1726. Mất vào sau tháng 8 năm Ung Chính thứ 7 (1729)[30].
  - Anh Đáp ứng (英答應) (? – ?)
  - Uông Đáp ứng (汪答應) (? – ?)
  - Đức Đáp ứng (德答應) (? – ?)
  - Thường Đáp ứng (常答應) (? – ?)
  - Vân Huệ (雲惠), hay Vân Đáp ứng (? – 1731). Mất vào năm Ung Chính thứ 9 (1731)[31]. Thời Càn Long được truy phong là Đáp ứng.
  - Tô Cách cách (苏格格) (? – ?)
  - Y Cách cách (伊格格) (? – ?)
  - Trương Cách cách (張格格) (? – ?)
  - Trương Cách cách (張格格) (? – ?). Bà và vị "Trương Cách cách" kia không phải là cùng một người[32].
  - Con gái của Thường An (常安之女). Không rõ năm sinh, năm mất. Là người Mãn Châu Tương Bạch kỳ, con gái của Giám sinh Thường An. Vào năm Khang Hy thứ 45 (1706) tham gia Bát Kỳ tuyển tú, vào ngày 28 tháng Giêng được Hiếu Huệ Chương Hoàng hậu chỉ định ban cho Thế Tông. Sau đó không rõ[33].

### Hậu duệ
Hoàng đế Ung Chính có 10 Hoàng tử và 4 vị Hoàng nữ, trong đó chỉ có 6 vị Hoàng tử sống được đến thời Ung Chính tại vị. Trong 13 năm trên ngai vàng, Ung Chính Đế chỉ có thêm Hoằng Chiêm.
- Con trai 
  1. Hoằng Huy (弘暉; 26 tháng 3 năm 1697 – 6 tháng 6 năm 1704), mẹ là Hiếu Kính Hiến Hoàng hậu. Là Hoàng trưởng tử. Mất năm 8 tuổi, được Càn Long Đế truy phong làm Hòa Thạc Đoan Thân vương (和硕端親王). An táng tại Hoằng Huy viên tẩm (弘暉園寢)[34].
  2. Hoằng Phân (弘昐; 19 tháng 7 năm 1697 – tháng 3 năm 1699), mẹ là Tề phi, chết yểu, không được liệt kê thứ tự hoàng tử, chỉ được an táng tại Hoằng Huy viên tẩm.[34]
  3. Hoằng Quân (弘昀; 19 tháng 9 năm 1700 – 10 tháng 12 năm 1710), mẹ là Tề phi. Là Hoàng nhị tử. Chết yểu.
  4. Hoằng Thời (弘時; 18 tháng 3 năm 1704 – 20 tháng 9 năm 1726), mẹ là Tề phi. Là Hoàng tam tử. Bị tước khỏi tông tịch tháng 2 năm Ung Chính thứ 4 (1725). Sau đó tự tử năm 1726 vì quá đau buồn.
  5. Hoằng Lịch (弘曆; 25 tháng 9 năm 1711 – 7 tháng 2 năm 1799), mẹ là Hiếu Thánh Hiến Hoàng hậu. Kế vị, tức Cao Tông Thuần Hoàng Đế.
  6. Hòa Cung Thân vương (和恭親王) Hoằng Trú (弘晝; 5 tháng 1 năm 1712 – 2 tháng 9 năm 1770), mẹ là Thuần Ý Hoàng quý phi. Là Hoàng ngũ tử. Khi còn nhỏ, được Hiếu Thánh Hiến Hoàng hậu nuôi dưỡng. Năm đầu Ung Chính (1723), được phong Hòa Thân vương, biệt danh Hoang đường Vương gia (荒唐王爺), yêu thích Làm giả tang sự, ăn tế phẩm. Có sử gia nhận định rằng hành vi này của Hoằng Trú là vì không muốn tranh đoạt Hoàng vị với Hoằng Thời và Hoằng Lịch.
  7. Phúc Nghi (福宜; 25 tháng 5 năm 1720 – 13 tháng 1 năm 1721), mẹ là Đôn Túc Hoàng quý phi. Chết yểu, được an táng tại Hoằng Huy viên tẩm.[34]
  8. Hòa Thạc Hoài Thân vương (和硕懷亲王) Phúc Huệ (福惠; 9 tháng 10 năm 1721 – 9 tháng 9 năm 1728). Trên thực tế là con trai thứ 8[35][36], do Hoằng Phán chết yểu không được liệt kê. Vốn tên Hoằng Thăng (弘晟). Do Đôn Túc Hoàng quý phi sinh ra, là con trai được Ung Chính Đế rất yêu quý. Thời Càn Long tặng làm Hòa Thạc Thân vương.[37]
  9. Phúc Phái (福沛; 10 tháng 5 năm 1723 – 10 tháng 5 năm 1723), mẹ là Đôn Túc Hoàng quý phi. Chết ngay sau khi sinh.
  10. Quả Cung Quận vương (果恭郡王) Hoằng Chiêm (弘瞻; 9 tháng 5 năm 1733 – 27 tháng 4 năm 1765), mẹ là Khiêm phi. Lấy làm con thừa tự của Quả Nghị Thân vương Doãn Lễ – con trai thứ 17 của Khang Hi Đế.
- Con gái 
  1. Hoàng trưởng nữ (16 tháng 3 năm 1694 – 1694), mẹ là Mậu tần. Chết yểu.
  2. Hòa Thạc Hoài Khác Công chúa (和碩懷恪公主; 6 tháng 7 năm 1695 – tháng 3 năm 1717) mẹ là Tề phi. Là Hoàng nhị nữ và là Hoàng nữ duy nhất sống đến tuổi trưởng thành.Hạ giá kết hôn với Nạt Lạp Tinh Đức (納喇星德). Được truy phong Hòa Thạc Công chúa sau khi Ung Chính lên ngôi.
  3. Hoàng tam nữ (5 tháng 12 năm 1706 –  1706), mẹ là Mậu tần. Chết yểu.
  4. Hoàng tứ nữ (12 tháng 3 năm 1715 – 5/1717), mẹ là Đôn Túc Hoàng quý phi. Chết yểu.
- Con nuôi
  - Con trai

  1. Lý Khác Quận vương Hoằng Quế (弘㬙; 27 tháng 1 năm 1719 – 25 tháng 9 năm 1780). Là con trai thứ 10 của Lý Mật Thân vương Dận Nhưng, mẹ là Trắc Phúc tấn Trình Giai thị
  2. Phụng ân Phụ quốc công  Hoằng Hoàn (弘皖; 21 tháng 9 năm 1724 – 1 tháng 5 năm 1775). Là con trai thứ 12 của Lý Mật Thân vương Dận Nhưng, mẹ là Trắc Phúc tấn Trình Giai thị.
  3. Phụng ân Phụ quốc công) Vĩnh Kính (永璥; 1716 – 1787). Là con trai thứ ba của Hoằng Tấn (弘晋) – con trai thứ ba của Lý Mật Thân vương Dận Nhưng.

  - Con gái

  1. Hòa Thạc Thục Thận Công chúa (和碩淑慎公主; 18 tháng 8 năm 1708 – 30 tháng 4 năm 1784). Là con gái thứ sáu của Lý Mật Thân vương Dận Nhưng và Trắc Phúc tấn Đường Giai thị. Năm 1726, hạ giá lấy Quan Âm Bảo (觀音保), họ hàng xa của Hiếu Huệ Chương hoàng hậu.
  2. Hòa Thạc Đoan Nhu Công chúa (和碩端柔公主; 29 tháng 2 năm 1714 – 12 tháng 12 năm 1754). Là con gái trưởng của Trang Khác Thân vương Dận Lộc và Đích Phúc tấn Quách Lạc La thị. Năm 1730, hạ giá lấy Tề Mặc Đạt Đa Nhĩ Tể (齊默特多爾濟) của Khoa Nhĩ Thấm Mông Cổ.
  3. Hòa Thạc Hòa Huệ Công chúa (和碩和惠公主; 10 tháng 10 năm 1714 – 3 tháng 10 năm 1731). Là Con gái thứ tư của Di Hiền Thân vương Dận Tường và Đích Phúc tấn Triệu Giai thị. Năm 1729, hạ giá lấy Đa Nhĩ Tể Tắc Bố Đằng (多爾濟塞布騰) của Bát Nhĩ Tế Cát Đặc bộ Mông Cổ.

## Trong văn hóa đại chúng
| Phim ảnh truyền hình                                                          | Diễn viên         | Nhân vật         | Năm sản xuất |
| ----------------------------------------------------------------------------- | ----------------- | ---------------- | ------------ |
| Cửu Vương Đoạt Ngôi (Thống Trị Thiên Hạ) (Ung Chính/Lý Đại Hà – Vua thời nay) | Giang Hoa         | Ung Chính đế     | 1994         |
| Vương triều Ung Chính                                                         | Đường Quốc Cường  | Ung Chính đế     | 1999         |
| Bí mật cuộc đời hoàng thái tử (Hay "Hoàng thái tử bí sử")                     | Triệu Hồng Phi    | Tứ A Ca Dận Chân | 2003         |
| Cung tỏa tâm ngọc                                                             | Hà Thịnh Minh     | Tứ A Ca Dận Chân | 2011         |
| Bộ bộ kinh tâm                                                                | Ngô Kỳ Long       | Ung Chính đế     | 2011         |
| Hậu cung Chân Hoàn Truyện                                                     | Trần Kiến Bân     | Ung Chính đế     | 2011         |
| Cung tỏa châu liêm                                                            | Hà Thịnh Minh     | Ung Chính đế     | 2012         |
| Hậu cung Như Ý Truyện                                                         | Trương Phong Nghị | Ung Chính đế     | 2018         |
| Mộng Hồi Đại Thanh                                                            | Đinh Kiều         | Ung Chính đế     | 2020         |
| Càn Long truyền kỳ                                                            | Thang Trấn Nghiệp | Ung Chính đế     | 2021         |